# William Alfred Fowler

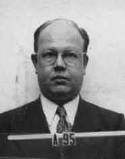
William Alfred Fowler

William Alfred „Willy“ Fowler (* 9. August 1911 in Pittsburgh, Pennsylvania; † 14. März 1995 in Pasadena (Kalifornien)) war ein US-amerikanischer Astrophysiker und Nobelpreisträger.

## Leben
Fowler begann sein Physikstudium an der Ohio State University (Bachelor als Physik-Ingenieur 1933). Den Doktor in Kernphysik erhielt er 1936 am California Institute of Technology (Caltech).
Seine Dissertation behandelte Kernreaktionen von Protonen mit leichten Elementen, die für die Energieerzeugung in Sternen mittels des CNO-Zyklus wichtig sind. Er blieb bis an sein Lebensende am W.K. Kellog Radiation Laboratory am CalTech. Seine wohl bedeutendste Arbeit,
Synthesis of the Elements in Stars (Reviews of Modern Physics, vol. 29, Issue 4, pp. 547–650), zusammen mit Margaret Burbidge, Geoffrey Burbidge und Fred Hoyle, erschien 1957. Die darin vertretene Theorie ist nach den Anfangsbuchstaben der Verfassernamen bekannt als B2FH-Theorie. Der Artikel erklärt die Bildung und Verteilung der chemischen Elemente, die Nukleosynthese, durch Kernreaktionen in Sternen (mit Ausnahme der allerleichtesten, die im Urknall gebildet wurden).
1939 wurde er Assistant Professor, 1942 Associate Professor und 1946 Professor am Caltech. 1970 wurde er dort Institute Professor. Ab 1985 war er Professor Emeritus. 1954/55 und 1961/62 war er als Guggenheim Fellow an der Universität Cambridge. 1966 war er Gastprofessor am Massachusetts Institute of Technology und 1963 an der University of Washington.
Fowler erhielt 1983 den Nobelpreis für Physik für seine theoretischen und experimentellen Studien über die Kernreaktionen, die für die Verteilung der chemischen Elemente im Universum entscheidend sind.
Fowler wuchs in Lima (Ohio) auf, einem Eisenbahnknotenpunkt, in dem es auch die LIMA Locomotive Works gibt. Zeit seines Lebens war er von dampfgetriebenen Lokomotiven begeistert und reiste mit den letzten von Dampfloks gezogenen Zügen wie der Transsib. Zu seinem 60. Geburtstag erhielt er von Kollegen und ehemaligen Studenten eine Modelllokomotive geschenkt.

## Ehrungen
- 1963: Henry Norris Russell Lectureship der American Astronomical Society
- 1965: Barnard-Medaille
- 1974: National Medal of Science
- 1978: Eddington-Medaille
- 1979: Bruce Medal
- 1983: Nobelpreis für Physik
- 1989: Ehrenlegion
- 2007: Namensgeber für den Asteroiden (12137) Williefowler[2]

Er war seit 1956 Mitglied der National Academy of Sciences (deren Physik Abteilung er 1971 bis 1974 vorstand) und seit 1946 Fellow der American Physical Society, deren Präsident er 1976 war. 1962 wurde er in die American Philosophical Society und 1965 in die American Academy of Arts and Sciences aufgenommen.